# Antoniu Roca
Antoniu Roca Vives (Martorell, 5 settembre 2002) è un calciatore spagnolo, attaccante dell'Espanyol.

## Carriera
Roca è cresciuto nel settore giovanile dell'Espanyol e nel 2021 è stato assegnato alla squadra B con la quale ha debuttato il 17 gennaio 2021 nell'incontro di Segunda División B pareggiato 0-0 contro il Prat. Ha segnato il suo primo gol il 18 dicembre 2021 decidendo la sfida contro l'Huesca B terminata 1-0.
L'8 settembre 2023 ha debuttato in prima squadra nell'incontro di Segunda División vinto 4-1 contro il Levante; nella stagione 2024-2025 ha esordito nella prima divisione spagnola, categoria in cui l'Espanyol era stato promosso al termine dell'annata precedente.

## Statistiche

### Presenze e reti nei club
Statistiche aggiornate al 12 dicembre 2024
| Stagione          | Squadra           | Campionato        | Campionato | Campionato | Coppe nazionali | Coppe nazionali | Coppe nazionali | Coppe continentali | Coppe continentali | Coppe continentali | Altre coppe | Altre coppe | Altre coppe | Totale | Totale |
| Stagione          | Squadra           | Comp              | Pres       | Reti       | Comp            | Pres            | Reti            | Comp               | Pres               | Reti               | Comp        | Pres        | Reti        | Pres   | Reti   |
| ----------------- | ----------------- | ----------------- | ---------- | ---------- | --------------- | --------------- | --------------- | ------------------ | ------------------ | ------------------ | ----------- | ----------- | ----------- | ------ | ------ |
| 2020-2021         | Espanyol B        | SDB               | 4          | 0          | -               | -               | -               | -                  | -                  | -                  | -           | -           | -           | 4      | 0      |
| 2021-2022         | Espanyol B        | SDR               | 28         | 2          | -               | -               | -               | -                  | -                  | -                  | -           | -           | -           | 28     | 2      |
| 2022-2023         | Espanyol B        | SF                | 23         | 0          | -               | -               | -               | -                  | -                  | -                  | -           | -           | -           | 23     | 0      |
| 2023-2024         | Espanyol B        | SF                | 12         | 1          | -               | -               | -               | -                  | -                  | -                  | -           | -           | -           | 12     | 1      |
| Totale Espanyol B | Totale Espanyol B | Totale Espanyol B | 67         | 3          |                 | 0               | 0               |                    | -                  | -                  |             | -           | -           | 67     | 3      |
| 2023-2024         | Espanyol          | SD                | 6          | 0          | CR              | 0               | 0               | -                  | -                  | -                  | -           | -           | -           | 6      | 0      |
| 2024-2025         | Espanyol          | PD                | 5          | 0          | CR              | 1               | 0               | -                  | -                  | -                  | -           | -           | -           | 6      | 0      |
| Totale Espanyol   | Totale Espanyol   | Totale Espanyol   | 11         | 0          |                 | 1               | 0               |                    | -                  | -                  |             | -           | -           | 12     | 0      |
| Totale carriera   | Totale carriera   | Totale carriera   | 78         | 3          |                 | 1               | 0               |                    | -                  | -                  |             | -           | -           | 79     | 3      |